# Кашемир (картина)
Кашемир (англ. Cashmere) — картина маслом американского художника Джона Сингера Сарджента, в настоящее время находится в частной коллекции. Она была завершена в 1908 году. Размеры картины составляют 71,1 на 109,2 сантиметра.

## Описание
На картине изображена племянница Сарджента, Рейн Ормонд, в экзотической кашемировой шали в семи различных позах. Рейн было около 11 лет. 
На картине передана текучесть и текстура ткани, что демонстрирует мастерство Сарджента в изображении текстиля.
Сарджент написал картину «Кашемир» во время отдыха в итальянских Альпах, и хотя её стиль отличается от его ранних работ, она была отмечена за сходство с последовательным изображением движения, найденным в картине Марселя Дюшана «Обнаженная, спускающаяся по лестнице» 1912 года. Сама шаль кремового цвета с крупным узором пейсли в приглушенных коричневых и серых тонах, была важным элементом в творчестве Сарджента, служащим средством для исследования формы и узора.

## Историческое значение
Картина была продана на аукционе Sotheby's в декабре 1996 года за рекордные на тот момент 11,1 миллиона долларов, что подчёркивает её значимость на рынке искусства и привлекательность для коллекционеров. Использование Сарджентом кашемировой шали в различных работах, включая «Кашемировую шаль» и «Двух девушек в белых платьях», свидетельствует о его увлечении текстилем и его изображением в искусстве. В целом «Кашемир» является свидетельством мастерства Сарджента в масляной живописи и его способности передавать тончайшие детали ткани, что делает его значимым экспонатом для изучения искусства начала XX века.